# Erdwegen
Erdwegen ist eine Ortschaft und eine Katastralgemeinde der Gemeinde Grafendorf bei Hartberg im Bezirk Hartberg-Fürstenfeld in Steiermark. Die Ortschaft hat 161 Einwohner (Stand 1. Jänner 2024).

## Geografie
Die Streusiedlung liegt nordwestlich von Grafendorf und besteht aus dem Weiler Schmiedjokl, den Rotten Kleinerdwegen und Winzenhof, den zerstreuten Häusern Grub, Piber und Straßleiten sowie einigen Einzellagen, darunter auch dem Schloss Kirchberg am Walde. Am 1. April 2020 umfasste die Streusiedlung 67 Adressen.

## Siedlungsentwicklung
Zum Jahreswechsel 1979/1980 befanden sich in der Katastralgemeinde Erdwegen insgesamt 95 Bauflächen mit 50.782 m² und 136 Gärten auf 274.646 m², 1989/1990 gab es 94 Bauflächen. 1999/2000 war die Zahl der Bauflächen auf 211 angewachsen und 2009/2010 bestanden 125 Gebäude auf 212 Bauflächen.

## Bauwerke
Das Schloss Kirchberg am Walde wurde um 1130 zunächst als Burg erbaut. Sie war Herrschaftssitz und Ausgangspunkt für die Besiedlung des Gemeindegebietes. Nach der Zerstörung durch die Türken wurde das Schloss 1532 durch die Grafen Trauttmansdorff, die von 1443 bis 1669 Besitzer waren, wieder aufgebaut und beherbergt heute eine Landwirtschaftsschule. Es steht unter Denkmalschutz (Listeneintrag).

## Bodennutzung
Die Katastralgemeinde ist landwirtschaftlich geprägt. 431 Hektar wurden zum Jahreswechsel 1979/1980 landwirtschaftlich genutzt und 312 Hektar waren forstwirtschaftlich geführte Waldflächen. 1999/2000 wurde auf 418 Hektar Landwirtschaft betrieben und 334 Hektar waren als forstwirtschaftlich genutzte Flächen ausgewiesen. Ende 2018 waren 411 Hektar als landwirtschaftliche Flächen genutzt und Forstwirtschaft wurde auf 331 Hektar betrieben. Die durchschnittliche Bodenklimazahl von Erdwegen beträgt 30,4 (Stand 2010).